# Орлятко (фільм, 1957)
«Орлятко» (рос. «Орлёнок») — український радянський художній фільм 1957 року режисера Едуарда Бочарова.

## Сюжет
Осінь 1941 року. Маленьке українське містечко ще недавно жило мирним життям, а зараз над спорожнілих селищем оселився страх…

## У ролях
- Жора Стремовський
- Саша Галака
- Руслан Беспалов
- Наташа Чернявська
- Слава Лактюшін
- Слава Івлєв
- Станіслава Шиманська
- Алла Ролик
- Володимир Маренков
- Степан Крилов
- В. Політимський
- Костянтин Кульчицький
- Олексій Бунін
- Іван Кононенко-Козельський

## Творча група
- Сценарій: Костянтин Семенов
- Режисер-постановник: Едуард Бочаров
- Оператор-постановник: Радомир Василевський
- Композитор: Борис Карамишев
- Художник-постановник: Муза Панаєва